# Arisbe
Arisbe (gr. Ἀρίσβη) – w mitologii greckiej córka Meropsa, słynnego wieszczka, króla Perkote.
Arisbe była pierwszą żoną Priama, zanim został królem Troi. Po urodzeniu syna Ajsakosa rozwiódł się z nią i wydał za mąż, za swego przyjaciela Hyrtakosa.
Z drugim mężem miała dwóch synów: Asjosa i Nizosa. Obaj brali udział w wojnie trojańskiej jako sojusznicy Priama. 
W mitologii greckiej występuje kilka postaci o imieniu Arisbe, a także dwa miasta: jedno w Troadzie, a drugie na wyspie Lesbos.

## W kulturze
- Apollodoros z Aten, Bibliotheke[4]